# 沖縄ケーブルネットワーク
沖縄ケーブルネットワーク株式会社（おきなわケーブルネットワーク、OKINAWA CABLE NETWORK INC.）は沖縄県那覇市に本社のあるケーブルテレビ局である。
TOKAIホールディングスグループに属する、株式会社TOKAIケーブルネットワークの連結子会社。

## 概要
沖縄県の9市町村にてケーブルテレビ事業を行っている。企業のタグラインは「みんなが願っていることを。」。
1988年7月21日に旧社が設立。サービス開始日は1989年12月1日。株主である株式会社國場組は2017年12月1日付で旧社を國場組へ吸収合併させたと同時に、事業を承継する新会社として沖縄ケーブルネットワーク株式会社（2代）を設立した。
株式会社ブロードバンドタワーは、2018年9月20日に子会社のジャパンケーブルキャスト株式会社を通じ、沖縄ケーブルネットワーク（2代）の全株式を國場組から取得することを発表。沖縄ケーブルネットワークは同年10月3日付でジャパンケーブルキャストの完全子会社となった。
2022年9月30日付でTOKAIケーブルネットワークが、ジャパンケーブルキャストから全株式の70％を取得し、沖縄ケーブルネットワークを連結子会社化した。

## 所在地
全て沖縄県。
- 本社 - 那覇市久茂地一丁目2番20号　OTV國和プラザ2F

## サービスエリア
- 沖縄県那覇市
- 沖縄県浦添市
- 沖縄県宜野湾市
- 沖縄県豊見城市
- 沖縄県沖縄市（一部）
- 沖縄県島尻郡南風原町
- 沖縄県中頭郡北中城村（一部）
- 沖縄県中頭郡北谷町
- 沖縄県中頭郡西原町

## 主な放送チャンネル

### テレビ局
| デジタル  | 放送局                                       |
| --------- | -------------------------------------------- |
| 地デジ011 | NHK沖縄総合                                  |
| 地デジ021 | NHK沖縄Eテレ                                 |
| 地デジ031 | 琉球放送                                     |
| 地デジ051 | 琉球朝日放送                                 |
| 地デジ081 | 沖縄テレビ                                   |
| 地デジ091 | テレビにらい                                 |
| 地デジ092 | テレビにらい2                                |
| 地デジ111 | OCNチャンネル1                               |
| 地デジ112 | OCNチャンネル2                               |
| 地デジ113 | OCNチャンネル3                               |
| BS101     | NHK BS                                       |
| BS141     | BS日テレ                                     |
| BS151     | BS朝日                                       |
| BS161     | BS-TBS                                       |
| BS171     | BSテレ東                                     |
| BS181     | BSフジ                                       |
| BS191     | WOWOW プライム                               |
| BS192     | WOWOW ライブ                                 |
| BS193     | WOWOW シネマ                                 |
| BS200     | BS10                                         |
| BS201     | BS10スターチャンネル                         |
| BS211     | BS11 イレブン                                |
| BS222     | BS12 トゥエルビ                              |
| BS231     | 放送大学テレビ                               |
| BS232     | 放送大学テレビ                               |
| BS260     | J:COM BS                                     |
| BS265     | BSよしもと                                   |
| BS4K101   | NHK BSプレミアム4K                           |
| BS4K141   | BS日テレ 4K                                  |
| BS4K151   | BS朝日 4K                                    |
| BS4K161   | BS-TBS 4K                                    |
| BS4K171   | BSテレ東 4K                                  |
| BS4K181   | BSフジ 4K                                    |
| BS4K211   | ショップチャンネル4K                         |
| BS4K221   | 4K QVC                                       |
| 500       | えんてれ                                     |
| 509       | ジュエリー☆GSTV                              |
| 513       | フジテレビNEXT(HD)                           |
| 514       | フジテレビONE(HD)                            |
| 515       | フジテレビTWO(HD)                            |
| 522       | MONDO TV HD                                  |
| 524       | 囲碁・将棋チャンネルHD                       |
| 526       | ディズニー・チャンネルHD                     |
| 528       | ディズニージュニアHD                         |
| 530       | J SPORTS 3 HD                                |
| 531       | J SPORTS 1 HD                                |
| 532       | J SPORTS 2 HD                                |
| 533       | J SPORTS 4 HD                                |
| 534       | スカイA(HD)                                  |
| 535       | GAORA SPORTS HD                              |
| 536       | 日テレジータス HD                            |
| 537       | ゴルフネットワークHD                         |
| 538       | スポーツライブ+ HD                           |
| 541       | 釣りビジョンHD                               |
| 542       | FIGHTING TV サムライHD                       |
| 546       | WOWOWプラス 映画・ドラマ・スポーツ・音楽(HD) |
| 547       | KBS World HD                                 |
| 549       | アジアドラマチックTV★HD                      |
| 550       | 映画・チャンネルNECO-HD                      |
| 551       | ファミリー劇場 HD                            |
| 552       | 日本映画専門チャンネルHD                     |
| 553       | 時代劇専門チャンネルHD                       |
| 554       | Dlife(HD)                                    |
| 555       | スーパー!ドラマTV HD #海外ドラマ☆エンタメ    |
| 556       | ムービープラスHD                             |
| 557       | アクションチャンネルHD                       |
| 558       | ミステリーチャンネルHD                       |
| 559       | ザ・シネマHD                                 |
| 561       | KNTV HD                                      |
| 562       | TBSチャンネル2HD                             |
| 563       | 衛星劇場 HD                                  |
| 564       | 東映チャンネルHD                             |
| 565       | TBSチャンネル1HD                             |
| 566       | テレ朝チャンネル1HD                          |
| 567       | 日テレプラスHD                               |
| 568       | ホームドラマチャンネル HD                    |
| 569       | V☆パラダイス HD                              |
| 570       | スペースシャワーTV HD                        |
| 571       | Mnet HD                                      |
| 572       | MTV HD                                       |
| 573       | MUSIC ON! TV HD                              |
| 574       | 歌謡ポップスチャンネル HD                    |
| 576       | TAKARAZUKA SKY STAGE                         |
| 580       | カートゥーン ネットワークHD                  |
| 581       | キッズステーション HD                        |
| 582       | アニマックス HD                              |
| 583       | AT-X HD!                                     |
| 588       | CNN U.S. HD                                  |
| 590       | 日経CNBC HD                                  |
| 592       | CNNj HD                                      |
| 593       | 日テレNEWS24 HD                              |
| 594       | TBS NEWS(HD)                                 |
| 595       | テレ朝チャンネル2HD                          |
| 596       | ディスカバリーチャンネル(HD)                 |
| 598       | ヒストリーチャンネルHD                       |
| 599       | ナショナル ジオグラフィック HD               |
| 710       | ショップチャンネルHD                         |
| 711       | QVC(HD)                                      |
| 820       | グリーンチャンネルHD                         |
| 821       | グリーンチャンネル2HD                        |
| 822       | SPEEDチャンネルHD                            |
| 823       | レジャーチャンネルHD                         |
| 960       | プレイボーイチャンネルHD                     |
| 961       | レインボーチャンネルHD                       |
| 962       | ミッドナイト・ブルーHD                       |
| 963       | パラダイステレビHD                           |
| 964       | チェリーボムHD                               |
| 965       | レッドチェリーHD                             |

- デジタル放送はJC-HITSを使用している。
- 地上デジタル放送は同一周波数パススルー、BSデジタル放送は変調方式と周波数が変換されている。

### テレビにらい
2019年8月1日より、091chのチャンネル名を「テレビにらい」に変更した。「にらい」とは沖縄の言葉で理想郷を意味し、テレビの理想郷を目指すよう名付けられた。ロゴには、「沖縄の海」「電波の波」「沖縄のテレビ業界に新たな波を起こす」という3つの意味が込められている。
同日から国頭村にある辺戸岬に設置した受信点を経由して受信した鹿児島読売テレビ（KYT）の区域外再放送を一部の特定番組限定で開始した（ただしデータ放送・字幕放送は非対応）。具体的には日本テレビ・読売テレビ制作番組のうち、帯番組を中心とした、生放送の報道番組・情報番組（ZIP!、DayDay.、ヒルナンデス!、情報ライブ ミヤネ屋、news every.、news zero、Going!Sports&News、シューイチ、真相報道 バンキシャ!）を、鹿児島読売テレビの自社制作生番組では〈月曜 - 金曜〉KYT news every.、〈土曜〉かごピタFAMILIARを放送している。なお、オリンピック開催期間は部分的な放送差し替えが困難であるため、生放送の情報番組を全面的に休止する。
スポーツ中継では日本テレビ系列が放映権を獲得したラグビーワールドカップ2019、ラグビーワールドカップ2023の対戦カードや2020年から『サッポロビール新春スポーツスペシャル 箱根駅伝』の同時放送も行っている。なお、テレビ放送において沖縄県内で箱根駅伝が生中継されるのは初めてである。また、重大ニュース時には日本テレビ系列の報道特別番組を同時放送することもある。
この他、日テレNEWS24（CS放送）制作番組の『Oha!4 NEWS LIVE』や、プロ野球中継（巨人戦、ロッテ戦）も一部放送されている。また、宮古島市と多良間村をサービスエリアとする宮古テレビ（MTV）が制作している『MTVニュースライナー』をMTVが放送した翌日（金曜放送分は翌週月曜）の夜に、石垣市をサービスエリアとする石垣ケーブルテレビ（ICT）が制作している『ウイークリー八重山』を週末に放送している。
2020年2月14日、沖縄では初のプロ野球チームとなる琉球ブルーオーシャンズは沖縄ケーブルネットワークとストラテジックメディアパートナー契約を締結していた。沖縄ケーブルネットワークでは同球団の放映権を獲得した上で、主要な試合（録画中継を含む）を当チャンネルにて放送するとしていた。

## インターネットサービス
- ケーブルインターネット（同軸ケーブルを使ったインターネットサービス、安いコースから高速なコース）
- ヒカリにらい（光インターネットサービス、沖縄県内で最速2Gbps）

## 電話サービス
- ケーブルプラス電話（KDDIとの業務提携により提供する固定電話サービス）
- にらいフォン（IP電話サービス） - 既に新規受付終了。